# Parque Olímpico de Pekín
El Parque Olímpico de Pekín es un complejo deportivo construido en el distrito de Chaoyang de la ciudad de Pekín, República Popular de China para albergar los Juegos Olímpicos de 2008. Comprende las siguientes construcciones:

## Lugares de la Villa Olímpica
- Centro Acuático Nacional de Pekín (natación, salto sincronizado)
- Estadio Cubierto Nacional de Pekín (gimnasia, balonmano)
- Centro de Tenis del Parque Olímpico de Pekín (tenis)
- Gimnasio del Centro Olímpico de Pekín (balonmano)
- Estadio del Centro Olímpico de Pekín (fútbol y pentatlón)
- Piscina Yingdong (waterpolo y pentatlón)
- Centro de Conferencias del Parque Olímpico (centro de prensa)
- Estadio de Hockey del Parque Olímpico de Pekín (hockey)
- Campo de Tiro con Arco del Parque Olímpico de Pekín (tiro con arco; desmantelado)
- Villa Olímpica de Pekín

## Otros Usos
Desde la temporada 2014/2015 de la Förmula E, se disputará un trazado alrededor de la villa olímpica una fecha del nuevo campeonato mundial de coches eléctricos.